# Liste der Biografien/Wei
Liste der Biografien |
Portal Biografien |
Personensuche
# |
A |
B |
C |
D |
E |
F |
G |
H |
I |
J |
K |
L |
M |
N |
O |
P |
Q |
R |
S |
T |
U |
V |
W |
X |
Y |
Z |
?
 
Wa |
Wc |
Wd |
We |
Wh |
Wi |
Wj |
Wl |
Wn |
Wo |
Wr |
Ws |
Wt |
Wu |
Ww |
Wy |
Wz
 
Wea |
Web |
Wec |
Wed |
Wee |
Wef |
Weg |
Weh |
Wei |
Wej |
Wek |
Wel |
Wem |
Wen |
Weo |
Wep |
Wer |
Wes |
Wet |
Weu |
Wev |
Wew |
Wex |
Wey |
Wez
 
Weia |
Weib |
Weic |
Weid |
Weie |
Weif |
Weig |
Weih |
Weij |
Weik |
Weil |
Weim |
Wein |
Weip |
Weir |
Weis |
Weit |
Weix |
Weiz
Die Liste der Biografien führt alle Personen auf, die in der deutschsprachigen Wikipedia einen Artikel haben. Dieses ist eine Teilliste mit 46 Einträgen von Personen, deren Namen mit den Buchstaben „Wei“ beginnt.

## Wei
- Wei Bin, Ow Yeong (* 1998), singapurischer Hürdenläufer
- Wei Chen-yang (* 1992), taiwanischer Taekwondoin
- Wei Haiying (* 1971), chinesische Fußballspielerin
- Wei Jianxing (1931–2015), chinesischer Politiker (Volksrepublik China)
- Wei Jingsheng (* 1950), chinesischer Dissident
- Wei Liao, chinesischer Militärstratege
- Wei Man, General von Yan, König Go-Joseons
- Wei Qianqian (* 1997), chinesische Radrennfahrerin
- Wei Qingguang (* 1962), chinesischer und japanischer Tischtennisspieler
- Wei Wei (1920–2008), chinesischer Essayist und Romanschriftsteller
- Wei Xu, General der Han-Dynastie
- Wei Yan († 234), Offizier der Shu Han zur Zeit der Drei Reiche im alten China
- Wei Yanan (* 1981), chinesische Marathonläuferin
- Wei Zhongxian (1568–1627), chinesischer Eunuch, Obereunuch in der Ming-Dynastie
- Wei, Changhui, Anführer des Taiping-Aufstands
- Wei, Chenzu (1885–1942), chinesischer Diplomat
- Wei, Ching (* 1985), amerikanisch-samoanischer Schwimmer
- Wei, Chun-heng (* 1994), taiwanischer Bogenschütze
- Wei, Fenghe (* 1954), chinesischer General der Volksbefreiungsarmee und Politiker
- Wei, Guan (220–291), Beamter der Wei- und der Jin-Dynastie
- Wei, Guangqing (* 1963), chinesischer Maler
- Wei, Guoqing (1913–1989), chinesischer Offizier im Generalsrang und Funktionär der KP Chinas
- Wei, Isabella (* 2004), Schauspielerin aus Hongkong
- Wei, Lijie (* 1974), chinesische Geologin und Antarktisforscherin
- Wei, Meng (* 1989), chinesische Sportschützin
- Wei, Nan (* 1984), chinesischer Badmintonspieler (Hongkong)
- Wei, Nat, Baron Wei (* 1977), britischer Politiker
- Wei, Ning (* 1982), chinesische Sportschützin in der Disziplin Skeetschießen
- Wei, Pei-Yuan († 2023), Software-Entwickler und Künstler
- Wei, Qiuyue (* 1988), chinesische Volleyballspielerin
- Wei, Shihao (* 1995), chinesischer Fußballspieler
- Wei, Sijia (* 2003), chinesische Tennisspielerin
- Wei, Tai-sheng (* 2000), taiwanischer Sprinter
- Wei, Tao-ming (1899–1978), taiwanischer Politiker und Diplomat
- Wei, Te-sheng (* 1969), taiwanischer Regisseur und Drehbuchautor
- Wei, Tingting, chinesische Feministin und Homosexualitäts- und Frauenrechtsaktivistin
- Wei, Wei Wu (1895–1986), britischer Theaterproduzent und gründete das Cambridge Festival Theatre als experimentelles Theater in Cambridge
- Wei, Xiaojie (* 1989), chinesische Marathonläuferin
- Wei, Yan (* 1962), taiwanischer Badmintonspieler
- Wei, Yi (* 1999), chinesischer SchachgroßmeisterWei Yi (* 1999)

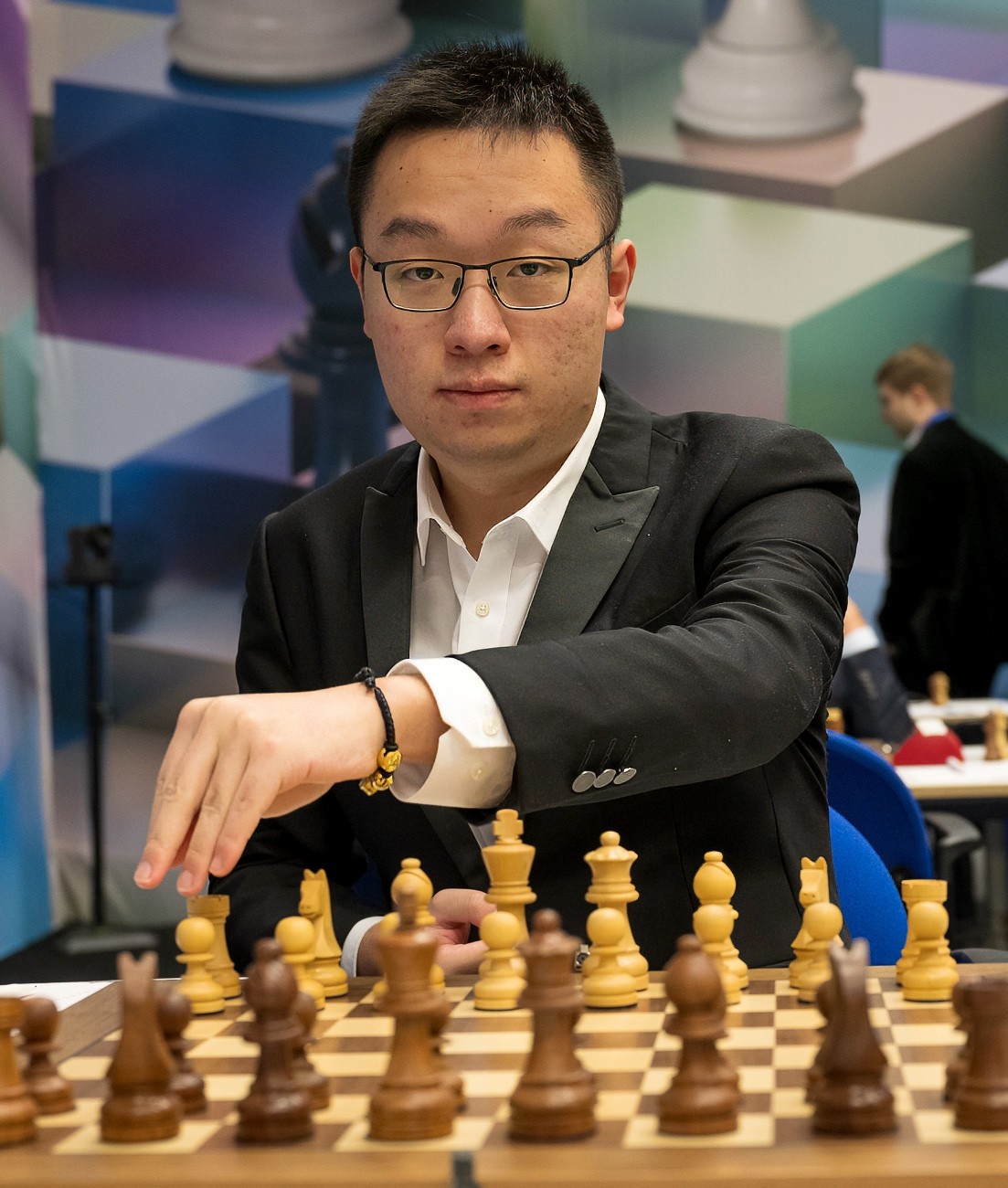
Wei Yi (* 1999)

- Wei, Yi-ching (* 1998), taiwanischer Sprinter
- Wei, Yili (* 1982), chinesische Badmintonspielerin
- Wei, Yongli (* 1991), chinesische Sprinterin
- Wei, Yuan (1794–1857), chinesischer Gelehrter
- Wei, Zhanlan (* 1998), chinesische Tennisspielerin
- Wei, Zheng (580–643), chinesischer Politiker und Berater